# Brecon Jazz Festival

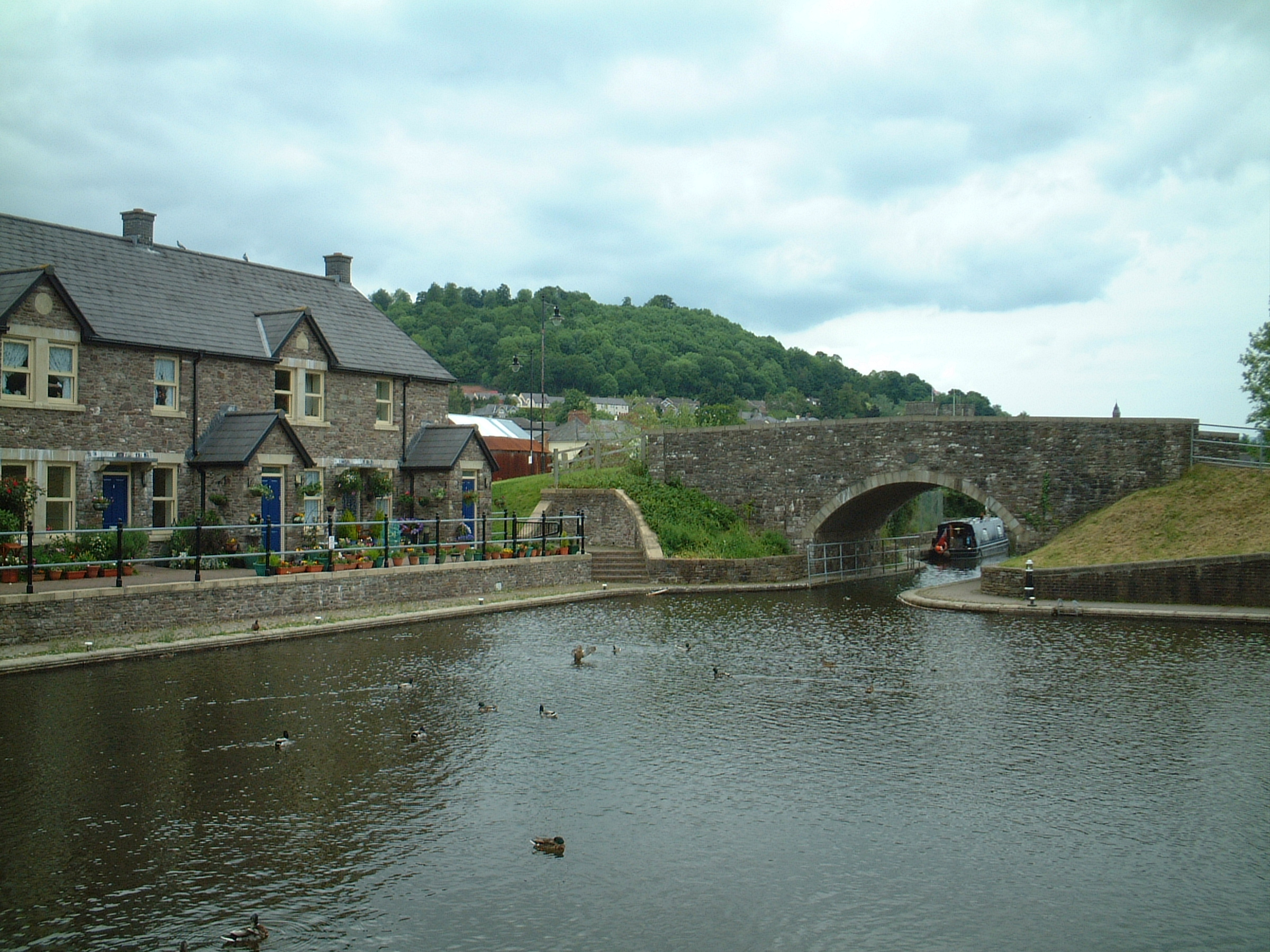
Brecon

Das Brecon Jazz Festival ist ein seit 1984 in Brecon in Wales an drei Tagen im August stattfindendes Jazzfestival. In der Vergangenheit galt das Festival als eines der besten britischen Jazzfestivals und eine Möglichkeit, einen internationalen Überblick über die Entwicklung zu erhalten. Gäste kommen häufig zum Campen auf das Festival in dem kleinen walisischen Marktstädtchen. Einige der Konzerte waren in der Vergangenheit frei.

## Geschichte
Gründer war der Besitzer des Jazz-Pubs Four Bars Inn in Cardiff Jedd Williams. Anregung war das Breda Jazz Festival, das traditionellem Jazz gewidmet war. Anfangs hieß es New Orleans Beneath the Beacons Festival, auf die Walisische Bergkette Brecon Beacons anspielend und die erste Ausrichtung an traditionellem Jazz – zum ersten Festival 1984 kamen unter anderem Humphrey Lyttelton und Sänger George Melly, der in der Nähe wohnte.
Die BBC übertrug schon 1988 mehrere Sendungen vom Festival. 1996 wurde ein neues Gebäude, die Jazz Gallery nur für Jazz-Veranstaltungen eröffnet. 2006 war HSBC Sponsor und das Festival erhielt Sponsornamen als Zusatz. 2007 gab es mit Joe Lovano erstmals einen Artist in Residence. Jazzmusiker halten ab Mitte der 2000er Jahre während des Festivals auch Meisterklassen und Workshops ab.
Zum 25-jährigen Jubiläum 2008 traten unter anderem Joan Armatrading und Courtney Pine auf. 2009 wurde eine Blue Plaque (anlässlich des 50-jährigen Jubiläums von Kind of Blue) an 12 historische Jazz Spielstätten in Großbritannien vergeben.
Es hat sich auch ein Brecon Fringe Festival abgespalten mit Konzerten in Cafés, Galerien, Pubs und Hotels. Die Festival-Organisationen wechselten mehrfach über die Jahre, da das Festival häufig in finanziellen Schwierigkeiten war. Zwischen 2009 und 2011 wurde es vom Hays Festival organisiert und finanziert vom Arts Council of Wales und ab 2012 von der Agentur Orchard in Cardiff.

## Liste von Musikern
Musiker, die auf dem Festival auftraten, waren unter anderem:
- 1985 Jan Garbarek, Slim Gaillard, Stan Tracey, Ken Colyer, Brecon Jazz American All Stars, zusammengestellt von Jim Galloway, unter anderem mit Benny Waters und Al Casey
- 1986 Al Grey, Buddy Tate, George Chisholm, Dudu Pukwana
- 1987 Joe Henderson, Helen Shapiro, Woody Shaw, Pasadena Roof Orchestra
- 1988 Lee Konitz, Humphrey Lyttelton, Slim Gaillard, Louisiana Red
- 1989 Sonny Rollins, Jimmy Giuffre, George Melly und die Feetwarmers von John Chilton
- 1990 Humphrey Lyttelton, Sun Ra, Scott Hamilton
- 1991 Gerry Mulligan, Ruby Braff, Joe Pass
- 1992 Michel Petrucciani, Johnny Griffin, Pat Metheny, Courtney Pine
- 1993 Lionel Hampton, Stephane Grappelli, Wynton Marsalis, Hank Jones, McCoy Tyner
- 1994 Benny Carter, George Shearing, Slide Hampton, Ray Brown
- 1995 Cleo Laine, Toots Thielemans, Kenny Barron, McCoy Tyner, Scott Hamilton wurde Präsident des Festivals
- 1996 Van Morrison, Joshua Redman, Phil Woods, Charles Brown
- 1997 Milt Jackson, Hank Jones, Courtney Pine, Diana Krall
- 1998 Branford Marsalis, Van Morrison, Michel Petrucciani, Ahmad Jamal
- 1999 Ruby Braff, Stan Tracey
- 2000 Wayne Krantz, Kenny Barron, Scott Hamilton
- 2001 Van Morrison, Joshua Redman, Dianne Reeves
- 2002 Courtney Pine, Scott Hamilton, McCoy Tyner
- 2003 Humphrey Lyttelton, George Melly, Richard Galliano, Jamie Cullum
- 2004 Amy Winehouse, Humphrey Lyttelton, George Melly
- 2005 Phil Woods, Peter King, Jon Faddis, Marty Grosz. Tribute an Charlie Parker
- 2006 Stan Tracey, Kirk Lightsey, Gwilym Simcock
- 2007 Schwerpunkt Frauen im Jazz: Catrin Finch mit ihrer Bigband, Zoe Rahman, Jessica Williams, sowie Mulgrew Miller, Joe Lovano (der eine Master Class abhielt), Jools Holland
- 2008 Joan Armatrading, Cerys Matthews, Courtney Pine
- 2009 Anouar Brahem, Manu Dibango, Abdullah Ibrahim
- 2010 Hugh Masekela, Buena Vista Social Club, Hypnotic Brass Ensemble
- 2011 Allen Toussaint, Femi Kuti, Monty Alexander, Courtney Pine, Maceo Parker mit BBC Big Band, Robert Mitchell, John Surman, Norma Winstone, Phronesis, Robert Glasper Experiment
- 2012 Dionne Warwick, Stan Tracey, Ginger Baker
- 2013 Maria Pia De Vito/Huw Warren, Jools Holland, Django Bates, Acker Bilk